# Cosmosoma galatea
Cosmosoma galatea là một loài bướm đêm thuộc phân họ Arctiinae, họ Erebidae.